# Đặng Thị Ngọc Thịnh
Đặng Thị Ngọc Thịnh (sinh ngày 25 tháng 12 năm 1959) là một nữ chính khách người Việt Nam. Bà từng đảm nhiệm chức vụ Ủy viên Ban Chấp hành Trung ương Đảng Cộng sản Việt Nam khóa XII, Phó Chủ tịch nước Cộng hòa xã hội chủ nghĩa Việt Nam, Bí thư Tỉnh ủy Vĩnh Long đồng thời là Đại biểu Quốc hội Việt Nam khóa XIII, XIV thuộc đoàn đại biểu tỉnh Vĩnh Long.
Từ ngày 21 tháng 9 đến ngày 23 tháng 10 năm 2018, sau khi Chủ tịch nước Trần Đại Quang đột ngột qua đời khi đang tại chức, Đặng Thị Ngọc Thịnh được phân công đảm nhiệm chức vụ Quyền Chủ tịch nước Cộng hòa xã hội chủ nghĩa Việt Nam cho đến ngày Quốc hội bầu ông Nguyễn Phú Trọng lên thay thế. Khiến bà trở thành người phụ nữ đầu tiên trong lịch sử Việt Nam đảm nhiệm chức vụ này.

## Tiểu sử
Đặng Thị Ngọc Thịnh sinh ngày 25 tháng 12 năm 1959 tại xã Duy Trinh, huyện Duy Xuyên, tỉnh Quảng Nam. Bà theo gia đình di cư vào Sài Gòn sinh sống từ năm 5 tuổi, mưu sinh bằng nghề dệt truyền thống.

### Học vấn
Bà có trình độ chuyên môn là thạc sĩ xây dựng Đảng, cử nhân khoa học Sử, cử nhân luật, trình độ chính trị là cử nhân chính trị.

## Sự nghiệp chính trị
Đặng Thị Ngọc Thịnh tham gia hoạt động cách mạng từ năm 1974 với vai trò hoạt động bí mật và tham gia nhiều phong trào biểu tình của học sinh, sinh viên tại Sài Gòn thuộc Ban binh vận Sài Gòn – Gia Định. Bà trở thành Đảng viên Đảng Cộng sản Việt Nam vào ngày 19 tháng 11 năm 1979.
Trong quá trình công tác tại Thành phố Hồ Chí Minh, Đặng Thị Ngọc Thịnh đã từng trải qua các chức vụ: Chuyên viên Văn phòng Quận ủy Quận 1; Trưởng ban Dân vận Đảng ủy, Bí thư Đảng ủy phường Bến Thành; Ủy viên Ban Thường vụ Quận ủy, Viện trưởng Viện kiểm sát nhân dân Quận 1, Phó Chủ tịch Ủy ban nhân dân Quận 1; Phó Chủ tịch Hội Phụ nữ Thành phố Hồ Chí Minh; Chủ tịch Hội Phụ nữ Thành phố Hồ Chí Minh. Sau đó, bà được điều động đảm nhiệm chức vụ Phó Chủ nhiệm Ủy ban Dân số, Gia đình và Trẻ em tại Hà Nội.
Tháng 4 năm 2006, tại Đại hội Đảng Cộng sản Việt Nam toàn quốc lần thứ X nhiệm kỳ 2006–2011, bà được bầu làm Ủy viên dự khuyết Ban Chấp hành Trung ương Đảng Cộng sản Việt Nam khóa X.
Từ tháng 10 năm 2007, bà đảm nhiệm chức vụ Phó Chủ tịch thường trực Hội Liên hiệp Phụ nữ Việt Nam.
Tháng 5 năm 2009, bà được điều động tham gia Ban Chấp hành, Ban Thường vụ Tỉnh ủy và giữ chức Phó Bí thư Tỉnh ủy Vĩnh Long. Đến tháng 10 năm 2010, bà được bầu làm Bí thư Tỉnh ủy Vĩnh Long, kế nhiệm ông Trương Văn Sáu.
Tháng 3 năm 2015, theo quyết định của Bộ Chính trị Ban Chấp hành Trung ương Đảng Cộng sản Việt Nam, Đặng Thị Ngọc Thịnh thôi giữ chức vụ Bí thư Tỉnh ủy Vĩnh Long và đảm nhiệm chức vụ Phó Chánh Văn phòng Trung ương Đảng Cộng sản Việt Nam.
Ngày 26 tháng 1 năm 2016, tại Đại hội đại biểu toàn quốc lần thứ 12 của Đảng Cộng sản Việt Nam, bà được bầu làm ủy viên Ban Chấp hành Trung ương Đảng Cộng sản Việt Nam khóa 12 nhiệm kì 2016–2021.

### Đại biểu Quốc hội
Ngày 19 tháng 5 năm 2002, Đặng Thị Ngọc Thịnh trúng cử đại biểu Quốc hội Việt Nam khóa XI thuộc đoàn đại biểu Thành phố Hồ Chí Minh. Mặc dù vậy nhưng trong kỳ quốc hội Việt Nam khóa tiếp theo, bà không tái đắc cử.
Ngày 22 tháng 5 năm 2011, Đặng Thị Ngọc Thịnh được bầu làm đại biểu Quốc hội Việt Nam khóa XIII. Đến ngày 22 tháng 5 năm 2016, bà tiếp tục đắc cử tại Quốc hội Việt Nam khóa XIV thuộc đoàn đại biểu quốc hội tỉnh Vĩnh Long.

## Phó Chủ tịch nước

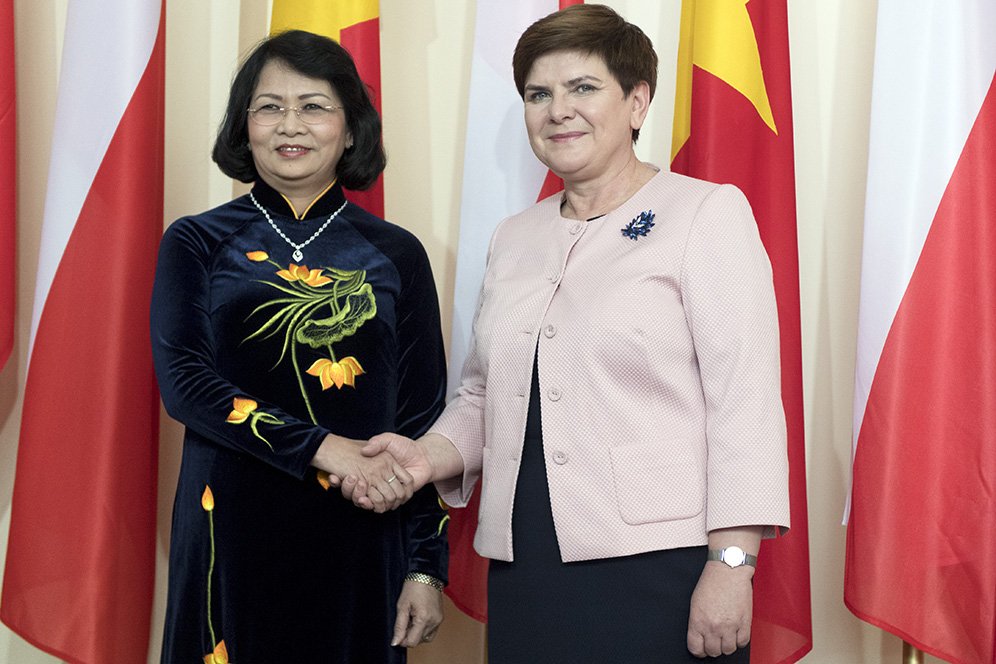
Đặng Thị Ngọc Thịnh tham dự Hội nghị Thượng đỉnh Phụ nữ toàn cầu lần thứ 26 tại thủ đô Warsaw và hội kiến Thủ tướng Cộng hòa Ba Lan, bà Beata Szydło

Ngày 8 tháng 4 năm 2016, tại kỳ họp thứ 11, Quốc hội Việt Nam khóa XIII, được Quốc hội phê chuẩn, với tỷ lệ số phiếu tán thành là 91%, Đặng Thị Ngọc Thịnh trúng cử chức vụ Phó Chủ tịch nước Cộng hòa xã hội chủ nghĩa Việt Nam.
Ngày 27 tháng 7 năm 2016, tại kỳ họp thứ 1 Quốc hội khóa XIV, bà được Quốc hội phê chuẩn với tỷ lệ số phiếu tán thành là 96,76% tổng số đại biểu Quốc hội, bà Đặng Thị Ngọc Thịnh tái cử chức vụ Phó Chủ tịch nước Cộng hòa xã hội chủ nghĩa Việt Nam.

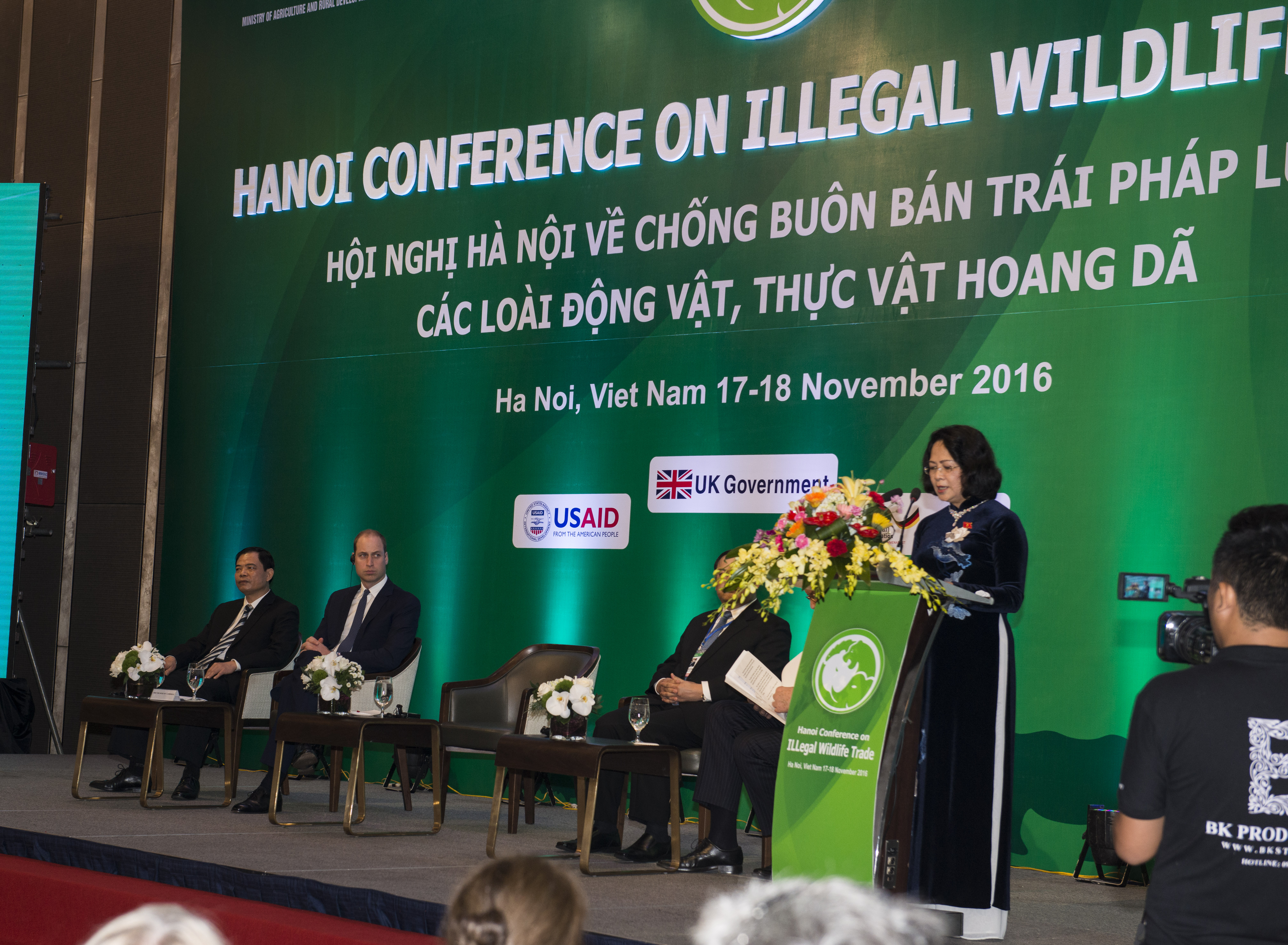
Đặng Thị Ngọc Thịnh phát biểu tại Hội nghị chống buôn bán trái pháp luật các loài động vật và thực vật hoang dã

Trong nhiệm kỳ của mình, Đặng Thị Ngọc Thịnh đã chủ trì đón tiếp nhiều nhà lãnh đạo cấp cao đến thăm Việt Nam như Phó Tổng thống Ấn Độ Venkaiah Naidu và hội kiến nhiều nhà lãnh đạo cấp cao tại nước ngoài như Phó Chủ tịch thứ nhất Hội đồng Nhà nước và Hội đồng Bộ trưởng Cuba Salvador Valdés Mesa. Bà cũng tham dự nhiều sự kiện Quốc tế như Hội nghị Thượng đỉnh Phụ nữ Toàn cầu năm 2019.

### Quyền Chủ tịch nước
Ngày 21 tháng 9 năm 2018, Chủ tịch nước Cộng hòa xã hội chủ nghĩa Việt Nam Trần Đại Quang đột ngột qua đời. Theo Hiến pháp Việt Nam 2013, Đặng Thị Ngọc Thịnh sẽ trở thành Quyền Chủ tịch nước Cộng hòa xã hội chủ nghĩa Việt Nam. Đến 23 tháng 9, thay mặt Ủy ban Thường vụ Quốc hội, Chủ tịch Quốc hội Việt Nam Nguyễn Thị Kim Ngân đã ký Thông báo số 317/TB-UBTVQH14 về việc thực hiện Quyền Chủ tịch nước Cộng hòa xã hội chủ nghĩa Việt Nam dành cho bà. Sau đó khi đưa ra Quốc hội bỏ phiếu bầu chức danh Chủ tịch nước mới vào ngày 23 tháng 10, Nguyễn Phú Trọng đã trúng cử, Đặng Thị Ngọc Thịnh cũng quay về với chức vụ cũ của mình.

### Miễn nhiệm và nghỉ hưu
Tháng 1 năm 2021, tại Đại hội Đảng toàn quốc lần thứ XIII, bà quyết định không tái cử Ban Chấp hành Trung ương Đảng khóa mới. Đến ngày 6 tháng 4 năm 2021, Tại kỳ họp thứ 11, Quốc hội Việt Nam khóa XIV, Quốc hội đã thông qua dự thảo Nghị quyết về miễn nhiệm chức vụ Phó Chủ tịch nước đối với Đặng Thị Ngọc Thịnh. Sau đó, bà kết thúc nhiệm kỳ Phó Chủ tịch nước và hưu trí theo chế độ.
Ngày 23 tháng 11 năm 2021, Đặng Thị Ngọc Thịnh nhận quyết định nghỉ hưu và được tặng thưởng Huân chương Độc lập hạng Nhất, cùng với Chủ nhiệm Văn phòng Chủ tịch nước Việt Nam Đào Việt Trung được tặng thưởng Huân chương Độc lập hạng Nhì.

## Hoạt động Đại biểu Quốc hội
| Ngày đắc cử         | Quốc hội khóa | Nơi ứng cử/Đoàn Đại biểu      | Đảng phái              | Tỉ lệ            | Nghề nghiệp, chức vụ | Tuổi thắng cử |
| ------------------- | ------------- | ----------------------------- | ---------------------- | ---------------- | --- | ------------- |
| 19 tháng 5 năm 2002 | Khóa XI       | Thành phố Hồ Chí Minh         | Đảng Cộng sản Việt Nam | Không có dữ liệu | Thành ủy viên, Chủ tịch Hội liên hiệp phụ nữ thành phố Hồ Chí Minh                                                                 | 42 tuổi       |
| 22 tháng 5 năm 2011 | Khóa XIII     | Đơn vị bầu cử số 1, Vĩnh Long | Đảng Cộng sản Việt Nam | Không có dữ liệu | Ủy viên Ban chấp hành Trung ương Đảng, Phó Chủ tịch thường trực Hội Liên hiệp Phụ nữ Việt Nam, Phó Chánh văn phòng Trung ương Đảng | 51 tuổi       |
| 22 tháng 5 năm 2016 | Khóa XIV      | Đơn vị bầu cử số 1, Vĩnh Long | Đảng Cộng sản Việt Nam | 82,80%           | Ủy viên Ban chấp hành Trung ương Đảng, Phó Chủ tịch nước Cộng hòa xã hội chủ nghĩa Việt Nam                                        | 56 tuổi       |

## Phong tặng
- Huân chương Độc lập hạng Nhất.[30][31]
- Huy hiệu 40 năm tuổi Đảng.[32][33]
- Huy hiệu 45 năm tuổi Đảng.[34][35]
- Huân chương Tự do hạng nhất của Lào (2025)[36]